# 米山稔
米山稔（日语：／ Yoneyama Minoru */?，1924年10月15日—2019年11月11日），日本企业家。羽毛球優乃克品牌创始人。

## 生平
1924年10月15日生于三島郡越路町（现新潟县長岡市）。与歌手三波春夫是少年时代的好朋友。
第二次世界大战时参军，在沖繩方面服役，参加了在慶良間群島渡嘉敷岛的激烈战斗。亲身经历了日军在投降后集体自杀的场面。
战后回到家乡。年仅22岁的他作为全家的顶梁柱支撑着母亲和5个兄弟的生活。1946年创办了米山制作所，主要生产木制浮标等钓鱼器具。当羽毛球运动开始在日本流行后，于1957年转为生产制造羽毛球拍。1958年将制作所重组为米山股份公司。
1963年，总部工厂因火灾被全部烧毁，但他仅仅利用三天时间就修复了全部烧火的工厂和事务所，一周后新产品出厂。这极大地增加了公司的信誉度。此后，他的生意越做越大，并开始销售网球拍。其产品推广到了世界各地。1982年，将公司名称更名为“尤尼克斯株式会社”。1990年将总部移至东京都。1994年，尤尼克斯在东京证券交易所市场第2部及新泻证券交易所上市。
1997年，米山稔开始担任会长。2007年转任创始人名誉社长。2011年卸任，获得创始人名誉头衔。1998年至2006年担任东京新潟县人同乡会会长。2008年回乡设立新潟室内运动基金会。
2019年11月11日上午10时12分在新潟县长冈市医院去世。